# Operación Rolling Thunder
La Operación Rolling Thunder fue una operación militar desarrollada por las Fuerzas Armadas de los Estados Unidos durante la guerra de Vietnam en la segunda mitad de la década de 1960. Fue el intento del presidente Lyndon B. Johnson por destruir la industria y las comunicaciones de Vietnam del Norte para detener las ayudas suministradas por este país al Vietcong y los continuos envíos de tropas de las Fuerzas Armadas de ese país.

## Objetivos
El presidente declaró que en menos de un mes la mayor parte de la industria norvietnamita sería destruida o inutilizada. Los principales blancos del operativo eran fábricas y talleres, puentes, rutas y otras comunicaciones.

## Medios
- Los Estados Unidos tenían desplegados en todo momento más de 700 aviones desde sus bases en Tailandia, Vietnam del Sur, la isla de Guam; además de varios portaaviones como el USS Forrestal, el USS Kitty Hawk o el USS Midway. Los aviones eran repuestos cuando se notificaba un derribo.
- Se realizaron 300 000 misiones.
- Se utilizaron 860 000 toneladas de bombas de las que se tiene certeza de que fueron arrojadas sobre su blanco 128 000 toneladas.
- En total se perdieron 922 aviones, de los cuales 818 fueron en combate.
- Costó 1247 millones de dólares.

## La resistencia vietnamita
Las gentes del Vietnam del Norte realizaron enormes esfuerzos por resistir y sobreponerse.
- En el campo militar, los Mikoyan-Gurevich MiG-21 de origen soviético realizaron numerosos derribos entre los aviones atacantes, hasta el punto de que los norteamericanos prepararon una misión camuflada (Operación Bolo) para sorprender a los vietnamitas con sus F-4 Phantom; pero aun así los inexpertos pilotos asiáticos realizaron varios derribos con un avión que tardó sólo 18 meses.[3]
- Las alcantarillas de las ciudades sirvieron de refugios antiaéreos y eran utilizadas cada vez que sonaban las alarmas.
- Cada vez que un puente o una carretera era destruida, con asombrosa energía una muchedumbre de hombres y mujeres la reponía en poco tiempo y seguía operativa.[4]

## Resultados
La Operación brilló por su ineficiencia, además de varios efectos colaterales no previstos.
- No logró destruir la mayor parte de la industria vietnamita ni en un mes ni durante los tres años que duró. Los caminos y carreteras seguían usándose y los puentes eran rápidamente reparados y vueltos a abrir (algunos de ellos sólo consiguieron destruirse en la década siguiente utilizando bombas inteligentes).
- Se ha calculado que para destruir un dólar de infraestructuras vietnamitas era necesario gastar 9,6 dólares estadounidenses.
- Pese a no ser la campaña de bombardeos más fuerte de esta guerra (Linebacker ocuparía ese lugar en 1972) supuso la pérdida de la inocencia para los estadounidenses en general que hasta el momento habían considerado que sus intervenciones militares perseguían fines más altos y moralmente más aceptables que la de otros países.
- Se perdieron cientos de pilotos que eran mostrados por televisión y encarcelados en el famoso Hanoi Hilton. Muchos de ellos fueron desaparecidos en combate que trajeron un enorme desasosiego en sus familias y en todos Estados Unidos, incluso varias décadas después.

Sin embargo, no todas las pérdidas fueron en combate. Durante la Rolling Thunder se produjo el accidente del USS Forrestal de 1967 donde se disparó accidentalmente un cohete de los aviones estacionados a popa en el USS Forrestal, estallando contra un grupo de aviones frente a estos que estallaron, derramaron combustible y lanzaron otro misil contra un tercer grupo de aviones que volvió a estallar y perdieron una bomba, la cual rodó hasta un cuarto grupo de aeronaves volviendo a estallar. Fue el mayor accidente producido en un portaaviones hasta la fecha, contabilizándose 132 muertos, 62 heridos, 2 desaparecidos, 26 aviones destruidos y 37 dañados.